# Johann II. (Montferrat)
Johann II. Palaiologos (ital. Giovanni Palaiologo) (* 5. Februar 1321; † 19. März 1372 in Volpiano) war Markgraf von Montferrat.

Wappen der Palaiologos-Montferrat vor 1494

## Leben
Johann, einziger Sohn des Markgrafen Theodor I., wurde bereits 1336 von seinem Vater für die Herrschaft vorgesehen. Nach dem Tod seines Vaters 1338 bestieg er den Thron und versuchte ab diesem Jahr mit mäßigem Erfolg, das Gebiet der Markgrafschaft auf Kosten der benachbarten Landesherren zu vergrößern. 1337 heiratete Johann II. in erster Ehe die Gräfin von Astarac, Cecile de Comminges (Haus Comminges). Diese Ehe blieb kinderlos.
Mit Hilfe seines Vetters Otto IV. von Braunschweig-Grubenhagen wandte sich Johann gegen die Anjou von Piemont und Savoyen. Am 9. Oktober 1338 wurde Johann zum Gouverneur von Asti ernannt. Am 22. April 1345 besiegte er in der Schlacht von Gamenario den angevinischen Seneschall Reforza d’Angoult und läutete damit den Niedergang der angevinischen Macht ein.
Mit der stillschweigenden Unterstützung von Luchino Visconti gelang es Johann, Alba, Bra, Valenza und 1348 Cuneo zu besetzen. Seine Macht wuchs ab 1355, als er Kaiser Karl IV. von Luxemburg nach Italien begleitete: Von da an war er Herr von Cherasco, Novara und Pavia.
Nachdem er jedoch nach seiner Heirat mit Elisabeth von Mallorca, Tochter des Königs Jakob II. von Mallorca, am 4. September 1358 in Montpellier die kaiserliche Unterstützung verloren hatte, sah sich Johann den Angriffen der kaiserlichen und der Familie Visconti ausgesetzt, ein Konflikt, der mit der Rückgabe der von Johann besetzten Gebiete in Pavia zugunsten der Visconti-Besitzungen in Asti endete. Diese Situation erwies sich für ihn als denkbar ungünstig: Viele seiner Vasallen liefen zu den mächtigeren Visconti über.
Nach dem Sieg der Söldnertruppe Tard-Venus bei Brignais (6. April 1362) über das Heer des französischen Königs Johann II. unter dem Kommando des Grafen von La Marche Jakob von Bourbon und der Eroberung von Pont-Saint-Esprit durch die Söldner, die zuvor Burgund und das Languedoc verwüsteten und Avignon bedrohten, stellte Papst Urban V. Johann 60.000 Goldgulden zur Verfügung, um eine große Anzahl dieser Söldner in den eigenen Sold zu nehmen.
Johann II. hinterließ 1372 ein Testament, in dem er Otto von Braunschweig und Amadeus VI. von Savoyen mit der Erziehung seiner Söhne betraute. Noch im selben Jahr starb Johann II. Sein Leichnam ruht in Chivasso.

## Nachkommen
Aus seiner Ehe mit Elisabeth von Maiorca stammen:
- Otto bekannt als Secondotto (1358–1378), sein direkter Nachfolger
- Margarete (ca. 1360–1420), die 1375 Peter II. von Urgell heiratete
- Johann (1361–1381), Marchese von Montferrat nach seinem Bruder Otto unter dem Namen Giovanni III. del Monferrato
- Theodor (1364–1418), Marchese di Montferrat nach seinen Brüdern Otto und Johann, mit dem Namen Teodoro II. del Monferrato
- Günter (1365–1400)